# 薄板胶球虫
薄板胶球虫（学名：Collosphaera planca）为胶球虫科胶球虫属的动物。分布于西太平洋热带区，包括南海等海域。